# Wilhelm Schäfer (Politiker)
Karl Wilhelm Schäfer (* 24. September 1896 in Frankfurt am Main, Preußen, Deutsches Reich; † 17. Juli 1933 ebenda) war ein deutscher Politiker (NSDAP) und Abgeordneter des Landtags des Volksstaates Hessen in der Weimarer Republik.

## Familie und Beruf
Wilhelm Schäfer war der Sohn von Karl Schäfer und dessen Frau Maria Elisabeth, geborene Langbein. Er war mit Dora, geborene Sander verheiratet. Wilhelm Schäfer schloss sein Studium als Diplom-Handelslehrer ab und arbeitete als Syndikus in Offenbach am Main.

## Politik
Wilhelm Schäfer war Kreisleiter der NSDAP im Kreis Offenbach. 1931 bis 1932 gehörte er dem Landtag an.
Schäfer hatte nach einem fraktionsinternen Streit mit Werner Best die NSDAP verlassen und am 25. November 1931 der Polizei die von Best verfassten Boxheimer Dokumente weitergegeben. Die hessische Polizei, die dem sozialdemokratischen Innenminister Wilhelm Leuschner unterstand, leitete ein Ermittlungsverfahren gegen Best ein und informierte die Presse. Schäfer hatte selbst an den Beratungen im Boxheimer Hof bei Lampertheim teilgenommen.
Hintergrund des parteiinternen Streites war der Vorwurf, er habe angeblich falsche Angaben in seinem Lebenslauf gemacht. Er wurde von Best gedrängt, sein Landtagsmandat niederzulegen; seine Wohnung wurde durch Mitglieder der SA durchsucht.
Kurz nach der Machtübernahme der Nationalsozialisten wurde Schäfer in der Nacht zum 17. Juli 1933 im Frankfurter Stadtwald durch vier Revolverschüsse ermordet. Dass Best der Auftraggeber war, lag nahe, doch wurde er im Juli 1950 aus Mangel an Beweisen freigesprochen.